# Jean-Pierre Burny
Jean-Pierre Burny (Mont-Saint-Guibert, 12 de noviembre de 1944) es un deportista belga que compitió en piragüismo en las modalidades de aguas tranquilas y aguas bravas.
En aguas tranquilas participó en tres Juegos Olímpicos de Verano entre los años 1968 y 1976, su mejor actuación fue un cuarto puesto logrado en Múnich 1972 en la prueba de K1 1000 m. Ganó dos medallas en el Campeonato Mundial de Piragüismo, en los años 1970 y 1971.
En la modalidad de aguas bravas, obtuvo siete medallas en el Campeonato Mundial de Piragüismo en Aguas Bravas entre los años 1969 y 1979.

## Palmarés internacional
| Campeonato Mundial | Campeonato Mundial     | Campeonato Mundial | Campeonato Mundial |
| Año                | Lugar                  | Medalla            | Competición        |
| ------------------ | ---------------------- | ------------------ | ------------------ |
| 1970               | Copenhague (Dinamarca) | Medalla de bronce  | K1 500 m           |
| 1971               | Belgrado (Yugoslavia)  | Medalla de plata   | K2 500 m           |

| Campeonato Mundial | Campeonato Mundial        | Campeonato Mundial | Campeonato Mundial     |
| Año                | Lugar                     | Medalla            | Competición            |
| ------------------ | ------------------------- | ------------------ | ---------------------- |
| 1969               | Mâcot-la-Plagne (Francia) | Medalla de oro     | K1 clásico individual  |
| 1971               | Merano (Italia)           | Medalla de bronce  | K1 clásico por equipos |
| 1973               | Muotathal (Suiza)         | Medalla de oro     | K1 clásico individual  |
| 1973               | Muotathal (Suiza)         | Medalla de plata   | K1 clásico por equipos |
| 1975               | Skopie (Yugoslavia)       | Medalla de oro     | K1 clásico individual  |
| 1975               | Skopie (Yugoslavia)       | Medalla de plata   | K1 clásico por equipos |
| 1979               | Desbiens (Canadá)         | Medalla de oro     | K1 clásico individual  |